# Beurré Diel
Pour les articles homonymes, voir Diel.
La Beurré Diel est une variété de poire. Comme son nom l'indique, cette poire fait partie de la variété des "beurrés".

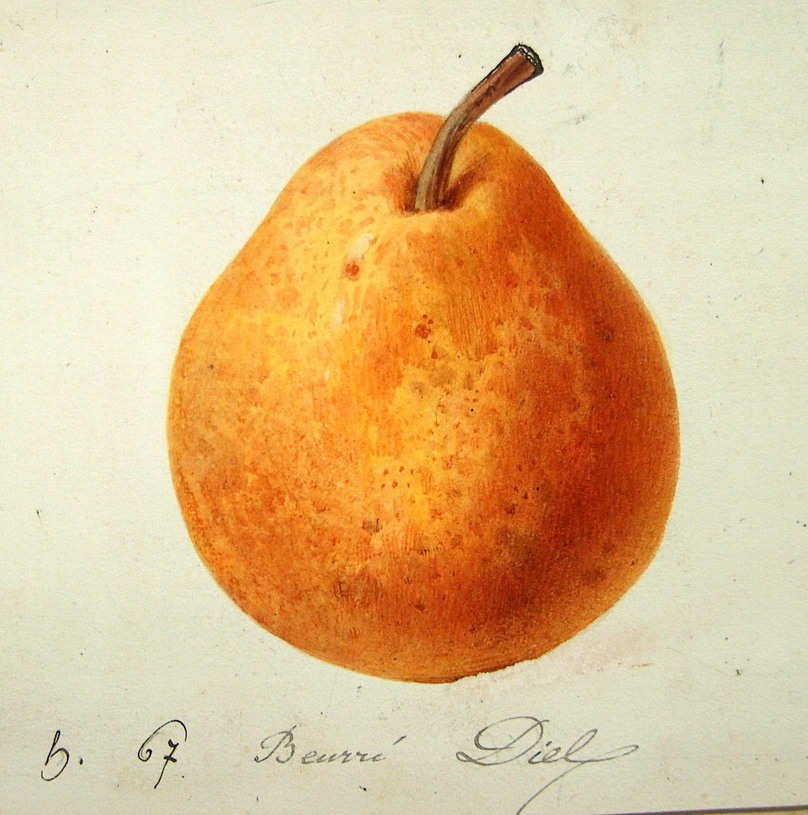
Beurré Diel, aquarelle, Alphonse Mas, 1865.

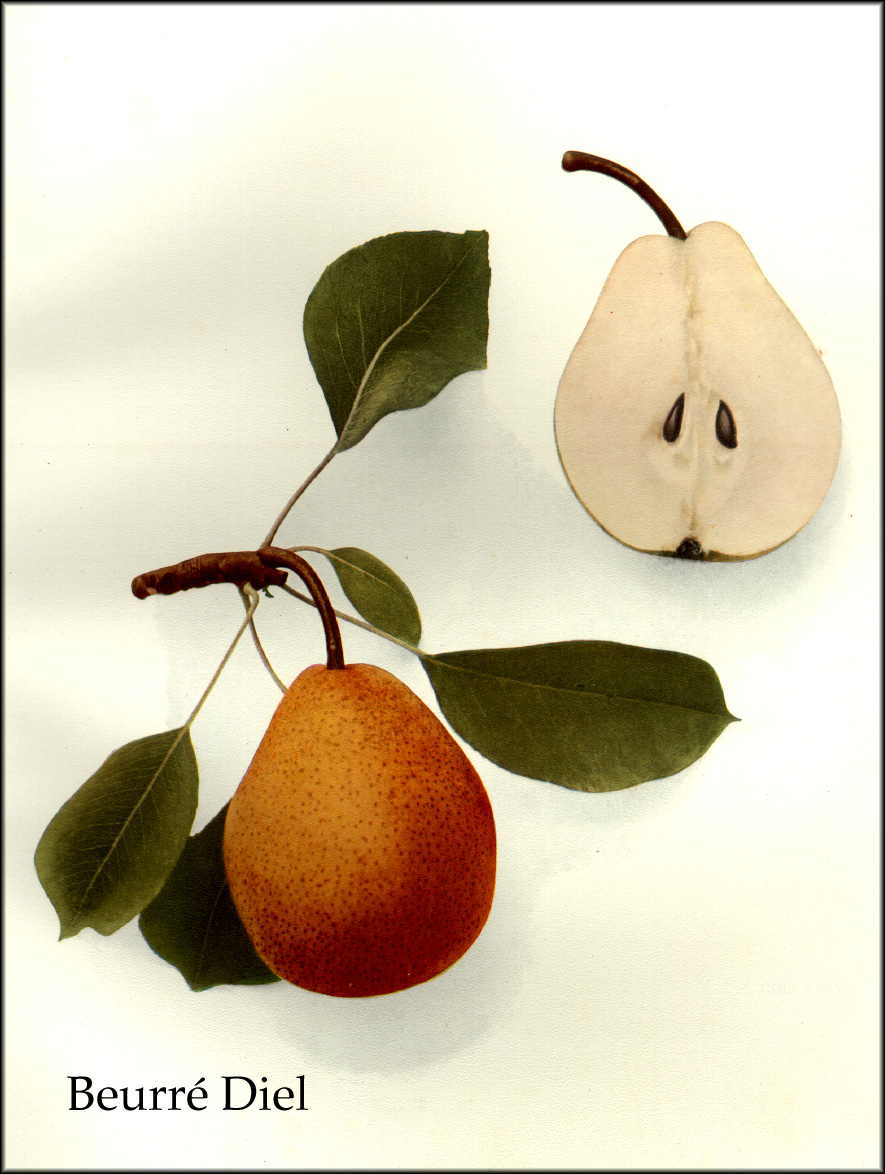
Beurré Diel.

## Synonymes
- "Beurré de Gelle";
- "Beurré";
- "Dorothée royale";
- "Beurré Royal";
- "Beurré Magnifique";
- "Diel";
- "Dillen d'hiver";
- "Grosse Dorothée";
- "Des Trois Tours";
- "Beurré Incomparable";
- "Dry-Toren";
- "Graciole d'hiver";
- "Guillaume de Nassau";
- "D'Horticulture";
- "Beurré du Roi";
- "Drijtoren";
- "Saint Auguste";
- "Beurré Oran";
- "Céleste"[1].

## Origine
Trouvée à Perk par Meuris, jardinier du pharmacien et savant belge Jean-Baptiste Van Mons, elle est dédiée au pomologue allemand Adrian Diel.

## Arbre
Les rameaux sont gros, de longueur moyenne, arqués, brun roux, à lenticelles ovales, d'un gris brun.
Les yeux semblent gros, coniques, écartés du rameau.
On greffe indistinctement le Beurré Diel sur franc ou sur cognassier ; mais il est plus fertile sur ce dernier sujet. Cette variété a de trop gros fruits pour être élevée sur tige en plein vent, sauf en situation bien abritée. On lui préfère les formes en espalier et la pyramide.
Cette variété de poirier peut se cultiver dans tous les pays et à toutes les expositions, cependant il semble préférer celle du levant et du sud. Il se plaît dans les sols argilo-siliceux frais et non humides et, en général, dans tous les terrains légers. Il est sujet à la tavelure dans tous les terrains froids et humides. Si on le plante au midi, on ne devra pas perdre de vue que les vents du sud, chauds, secs et violents, dessèchent et noircissent promptement les feuilles au printemps et pendant une grande partie de l'été.
Les traitements cupriques d'hiver et de printemps étant bien appliqués, ce beau fruit est à peu près indemne de tavelure ; avec l'ensachage on obtient un des plus beaux fruits de luxe.
Fruit d'amateur et de commerce de luxe.

## Fruit
Chair jaunâtre, demi-fine, demi-fondante, un peu âpre, pierreuse vers les loges, mais très sucrée et très parfumée

### Date de récolte
En général, la récolte a lieu début octobre.